# Calificările pentru Campionatul Mondial de Fotbal 2022 (CAF) – prima rundă
Prima rundă a meciurilor CAF de la Calificările pentru Campionatul Mondial FIFA 2022 se va desfășura între 4 și 10 septembrie 2019.

## Format
Un total de 28 de echipe (echipele clasate pe locurile 27–54 în lista echipelor participante) joacă acasă și în deplasare în sistem eliminatoriu. 14 învigătoare se vor califica în a doua rundă.

## Așezarea
Tragerea pentru prima rundă s-a bazat pe ediția din iulie 2019 a Clasamentului Mondial FIFA.
Tragerea la sorți a primei runde a avut loc la sediul CAF din Cairo, Egipt, la 29 iulie 2019.
Notă: Echipele cu Bold sunt calificate în a doua rundă.
| Pot 1 | Pot 2 |
| --- | --- |
| - Zimbabwe (112) - Sierra Leone (114) - Mozambic (116) - Namibia (121) - Angola (122) - Guinea-Bissau (123) - Malawi (126) - Togo (128) - Sudan (129) - Rwanda (133) - Tanzania (137) - Guineea Ecuatorială (139) - Eswatini (139) - Lesotho (144) | - Comore (146) - Botswana (147) - Burundi (148) - Etiopia (150) - Liberia (152) - Mauritius (157) - Gambia (161) - Sudanul de Sud (169) - Ciad (175) - São Tomé și Príncipe (185) - Seychelles (192) - Djibouti (195) - Somalia (202) - Eritrea (202) |

## Meciurile
| Echipa #1            | Total          | Echipa #2           | Tur | Retur |
| -------------------- | -------------- | ------------------- | --- | ----- |
| Etiopia              | 1–1 (a)        | Lesotho             | 0–0 | 1–1   |
| Somalia              | 2–3            | Zimbabwe            | 1–0 | 1–3   |
| Eritrea              | 1–4            | Namibia             | 1–2 | 0–2   |
| Burundi              | 2–2 0–3 d.l.d. | Tanzania            | 1–1 | 1–1   |
| Djibouti             | 2–1            | Eswatini            | 2–1 | 0–0   |
| Botswana             | 0–1            | Malawi              | 0–0 | 0–1   |
| Gambia               | 1–3            | Angola              | 0–1 | 1–2   |
| Liberia              | 3–2            | Sierra Leone        | 3–1 | 0–1   |
| Mauritius            | 0–3            | Mozambic            | 0–1 | 0–2   |
| São Tomé și Príncipe | 1–3            | Guinea-Bissau       | 0–1 | 1–2   |
| Sudanul de Sud       | 1–2            | Guineea Ecuatorială | 1–1 | 0–1   |
| Comore               | 1–3            | Togo                | 1–1 | 0–2   |
| Ciad                 | 1–3            | Sudan               | 1–3 | 0–0   |
| Seychelles           | 0–10           | Rwanda              | 0–3 | 0–7   |

| Etiopia | 0–0           | Lesotho |
| ------- | ------------- | ------- |
|         | Report (FIFA) |         |

| Lesotho          | 1–1           | Etiopia                |
| ---------------- | ------------- | ---------------------- |
| - Seturumane 56' | Report (FIFA) | - Lerotholi 50' (aut.) |

1–1 per total, Etiopia a câștigat datorită golurilor în deplasare, și a avansat în turul doi.
| Somalia        | 1–0           | Zimbabwe |
| -------------- | ------------- | -------- |
| - Shakunda 86' | Report (FIFA) |          |

| Zimbabwe                                 | 3–1           | Somalia       |
| ---------------------------------------- | ------------- | ------------- |
| - Munetsi 77' - Muskwe 86' - Billiat 90' | Report (FIFA) | - Mahomed 85' |

Zimbabwe a câștigat cu 3–2 per total și a avansat în turul doi.
| Eritrea        | 1–2           | Namibia                             |
| -------------- | ------------- | ----------------------------------- |
| - Sulieman 66' | Report (FIFA) | - Shalulile 50' - Tesfay 58' (aut.) |

| Namibia                          | 2–0           | Eritrea |
| -------------------------------- | ------------- | ------- |
| - Iimbondi 25' - Shalulile 90+2' | Report (FIFA) |         |

Namibia a câștigat cu 4–1 per total și a avansat în turul doi.
| Burundi      | 1–1           | Tanzania    |
| ------------ | ------------- | ----------- |
| - Amissi 81' | Report (FIFA) | - Msuva 85' |

| Tanzania               | 1–1 (d.p.)    | Burundi                          |
| ---------------------- | ------------- | -------------------------------- |
| - Samatta 29'          | Report (FIFA) | - Abdul Razak 45+2'              |
| - Nyoni - Mao - Kamagi | 3–0           | - Ngandu - Berahino - Bigirimana |

2–2 per total, Tanzania a câștigat cu 3-0 la penalty-uri și a avansat în turul doi.
| Djibouti                           | 2–1           | Eswatini    |
| ---------------------------------- | ------------- | ----------- |
| - Mahabeh 45+4' (pen.) - Hamza 74' | Report (FIFA) | - Mamba 56' |

| Eswatini | 0–0           | Djibouti |
| -------- | ------------- | -------- |
|          | Report (FIFA) |          |

Djibouti a câștigat cu 2–1 per total și a avansat în turul doi.
| Botswana | 0–0           | Malawi |
| -------- | ------------- | ------ |
|          | Report (FIFA) |        |

| Malawi                 | 1–0           | Botswana |
| ---------------------- | ------------- | -------- |
| - Phiri Jr. 81' (pen.) | Report (FIFA) |          |

Malawi a câștigat cu 1–0 per total și a avansat în turul doi.
| Gambia | 0–1           | Angola      |
| ------ | ------------- | ----------- |
|        | Report (FIFA) | - Carmo 31' |

| Angola                    | 2–1           | Gambia       |
| ------------------------- | ------------- | ------------ |
| - Geraldo 41' - Abreu 68' | Report (FIFA) | - Ceesay 65' |

Angola a câștigat 3–1 per total și avansat până în turul doi.
| Liberia                                                 | 3–1           | Sierra Leone |
| ------------------------------------------------------- | ------------- | ------------ |
| - Tisdell 18' (pen.) - Sangare 82' (pen.) - Johnson 88' | Report (FIFA) | - Quee 56'   |

| Sierra Leone | 1–0           | Liberia |
| ------------ | ------------- | ------- |
| - Kamara 55' | Report (FIFA) |         |

Liberia a câștigat cu 3–2 per total și a avansat în turul doi.
| Mauritius | 0–1           | Mozambic      |
| --------- | ------------- | ------------- |
|           | Report (FIFA) | - Telinho 10' |

| Mozambic                        | 2–0           | Mauritius |
| ------------------------------- | ------------- | --------- |
| - Clésio 6' - Catamo 77' (pen.) | Report (FIFA) |           |

Mozambic a câștigat cu 3–0 per total și a avansat în turul doi.
| São Tomé și Príncipe | 0–1           | Guinea-Bissau     |
| -------------------- | ------------- | ----------------- |
|                      | Report (FIFA) | - Nanu 85' (pen.) |

| Guinea-Bissau     | 2–1           | São Tomé și Príncipe |
| ----------------- | ------------- | -------------------- |
| - Mendes 66', 77' | Report (FIFA) | - Iniesta 12'        |

Guinea-Bissau a câștigat 3–1 per total și avansat până în turul doi.
| Sudanul de Sud    | 1–1           | Guineea Ecuatorială |
| ----------------- | ------------- | ------------------- |
| - Kata 75' (aut.) | Report (FIFA) | - Meseguer 34'      |

| Guineea Ecuatorială | 1–0           | Sudanul de Sud |
| ------------------- | ------------- | -------------- |
| - Nsue 72'          | Report (FIFA) |                |

Guineea Ecuatorială a câștigat 2–1 per total și avansat până în turul doi.
| Comore        | 1–1           | Togo       |
| ------------- | ------------- | ---------- |
| - Djoudja 49' | Report (FIFA) | - Laba 34' |

| Togo                             | 2–0           | Comore |
| -------------------------------- | ------------- | ------ |
| - M'Dahoma 10' (aut.) - Sunu 71' | Report (FIFA) |        |

Togo a câștigat 3–1 per total și avansat până în turul doi.
| Ciad                    | 1–3           | Sudan                |
| ----------------------- | ------------- | -------------------- |
| - N'Douassel 85' (pen.) | Report (FIFA) | - Agab 13', 67', 74' |

| Sudan | 0–0           | Ciad |
| ----- | ------------- | ---- |
|       | Report (FIFA) |      |

Sudan a câștigat 3–1 per total și avansat până în turul doi.
| Seychelles | 0–3           | Rwanda                                      |
| ---------- | ------------- | ------------------------------------------- |
|            | Report (FIFA) | - Hakizimana 32' - Mukunzi 36' - Kagere 80' |

| Rwanda                                                                               | 7–0           | Seychelles |
| ------------------------------------------------------------------------------------ | ------------- | ---------- |
| - Bizimana 16' - Kagere 27', 51' - Tuyisenge 29', 34' - Mukunzi 57' - Hakizimana 79' | Report (FIFA) |            |

Rwanda a câștigat 10–0 per total și avansat până în turul doi.

## Marcatorii
Au fost 57 goluri marcate în 28 meciuri, pentru o medie de 2 goluri pe meci (începând cu 6 septembrie 2019).
3 goluri
- Meddie Kagere
- Ramadan Agab

2 goluri
- Joseph Mendes
- Peter Shalulile
- Muhadjiri Hakizimana
- Yannick Mukunzi
- Jacques Tuyisenge

1 gol
- Fábio Abreu
- Wilson Pinto Gaspar
- Geraldo
- Fiston Abdul Razak
- Cédric Amissi
- Ezechiel N'Douassel
- Ibrahim Youssouf Djoudja
- Abdi Idleh Hamza
- Mahdi Moussein Mahabeh
- Luis Meseguer
- Emilio Nsue
- Ali Sulieman
- Siboniso Mamba
- Assan Ceesay
- Nanu
- Tsepo Seturumane
- Sam Johnson
- Terrence Tisdell
- Mohammed Sangare
- Gerald Phiri Jr.
- Geny Cipriano Catamo
- Clésio Baúque
- Telinho
- Absalom Iimbondi
- Djihad Bizimana
- Iniesta
- Kei Kamara
- Kwame Quee
- Anwar Sidali Shakunda
- Omar Mohamed
- Simon Msuva
- Mbwana Samatta
- Kodjo Fo-Doh Laba
- Gilles Sunu
- Khama Billiat
- Marshall Munetsi
- Admiral Muskwe

1 autogol
- Kassim M'Dahoma (cu Togo)
- Niko Kata (cu Sudanul de Sud)
- Esey Tesfay (cu Namibia)
- Nkau Lerotholi (cu Etiopia)